# Raymond Lagacé-trófea
A Raymond Lagacé-trófea egy díj a kanadai QMJHL-ben, mely egy junior jégkorong liga. A trófeát a legjobb újonc védőnek ítélik oda a szezon végén. 1980-ban alapították. Azelőtt csak a legjobb újonc kapott külön trófeát.

## A díjazottak
| Szezon    | Játékos                 | Csapat                       |
| --------- | ----------------------- | ---------------------------- |
| 2013–2014 | Jérémy Roy              | Sherbrooke Phoenix           |
| 2012–2013 | Philippe Desrosiers     | Rimouski Océanic             |
| 2011–2012 | Zachary Fucale          | Halifax Mooseheads           |
| 2010–2011 | Domenic Graham          | Drummondville Voltigeurs     |
| 2009–2010 | Robin Gusse             | Chicoutimi Saguenéens        |
| 2008–2009 | Dmitrij Kuljikov        | Drummondville Voltigeurs     |
| 2007–2008 | Olivier Roy             | Cape Breton Screaming Eagles |
| 2006–2007 | T. J. Brennan           | St. John's Fog Devils        |
| 2005–2006 | Ondřej Pavelec          | Cape Breton Screaming Eagles |
| 2004–2005 | Maxime Joyal            | Québec Remparts              |
| 2003–2004 | Julien Ellis            | Shawinigan Cataractes        |
| 2002–2003 | Mario Scalzo            | Victoriaville Tigres         |
| 2001–2002 | Jeff Drouin-Deslauriers | Chicoutimi Saguenéens        |
| 2000–2001 | Tomáš Malec             | Rimouski Océanic             |
| 1999–2000 | Kirill Szafronov        | Québec Remparts              |
| 1998–1999 | Alekszej Volkov         | Halifax Mooseheads           |
| 1997–1998 | Alekszej Tezjikov       | Moncton Wildcats             |
| 1996–1997 | Christian Bronsard      | Gatineau Olympiques          |
| 1995–1996 | Mathieu Garon           | Victoriaville Tigres         |
| 1994–1995 | Martin Biron            | Beauport Harfangs            |
| 1993–1994 | Jimmy Drolet            | Saint-Hyacinthe Laser        |
| 1992–1993 | Stéphane Routhier       | Drummondville Voltigeurs     |
| 1991–1992 | Philippe DeRouville     | Verdun Collège Français      |
| 1990–1991 | Phillippe Boucher       | Granby Bisons                |
| 1989–1990 | François Groleau        | Shawinigan Cataractes        |
| 1988–1989 | Karl Dykhuis            | Hull Olympiques              |
| 1987–1988 | Stéphane Beauregard     | Saint-Jean Lynx              |
| 1986–1987 | Jimmy Waite             | Chicoutimi Saguenéens        |
| 1985–1986 | Stéphane Guérard        | Shawinigan Cataractes        |
| 1984–1985 | Robert Desjardins       | Shawinigan Cataractes        |
| 1983–1984 | James Gasseau           | Drummondville Voltigeurs     |
| 1983–1984 | Bobby Dollas            | Laval Titan                  |
| 1981–1982 | Michel Petit            | Sherbrooke Castors           |
| 1980–1981 | Billy Campbell          | Montréal Juniors             |